# Linocarpon bambusicola
Linocarpon bambusicola är en svampart som beskrevs av L. Cai & K.D. Hyde 2004. Linocarpon bambusicola ingår i släktet Linocarpon, klassen Sordariomycetes, divisionen sporsäcksvampar och riket svampar.   Inga underarter finns listade i Catalogue of Life.